# Rhipidura phoenicura
Rhipidura phoenicura là một loài chim trong họ Rhipiduridae.